# Cryptorhopalum woolfi
Cryptorhopalum woolfi är en skalbaggsart som beskrevs av William James Beal 1985. Cryptorhopalum woolfi ingår i släktet Cryptorhopalum och familjen ängrar. Inga underarter finns listade i Catalogue of Life.